# Shinji Nagashima
Shinji Nagashima (jap. 永島 慎二, Nagashima Shinji, eigentlich: Shin’ichi Nagashima (永島 真一, Nagashima Shin’ichi); * 8. Juli 1937 in der Präfektur Tokio; † 10. Juni 2005 ebenda) war ein japanischer Mangaka (Comiczeichner).

## Leben
Nagashima brach die Schule mit 15 Jahren ab, um als Manga-Zeichner zu arbeiten. Inspiriert von Osamu Tezuka und Tetsuo Ogawa, erschien sein Debütwerk Sansho no Piri-chan 1952. In den folgenden Jahren zeichnete er, wie auch Tetsuya Chiba und Leiji Matsumoto, vorwiegend Manga für Mädchen (shōjo) und Kinder. Seinen Durchbruch hatte er allerdings erst 1961 mit Mangaka Zankoku Monogatari. Dieser Manga war autobiographisch angelegt und schilderte Nagashimas Erfahrungen als Mangaka. In den 1960ern und 1970ern veröffentlichte er mehrere Werke in den alternativen Magazinen COM und Garo. Vor allem in dieser Zeit hatte er großen Einfluss auf andere Manga-Zeichner und schuf viele erfolgreiche Werke wie Futen und Tabibito-kun.
1964 trat er Osamu Tezukas Anime-Produktionsstudio Mushi Productions bei, wo er unter anderem an der Animeserie Wansa-kun und einem Film zu Kimba, der weiße Löwe mitarbeitete.
Er starb 2005 im Alter von 67 Jahren an Herzversagen in einem Krankenhaus in Tokio.

## Werke (Auswahl)
- Sansho no Piri-chan (1952)
- Mangaka Zankoku Monogatari (1961)
- Futen (1967–1970)
- Judō Chokusen (1967–1971)
- Hana Ichimonme
- Tabibito-kun (1973–1975)
- Manga no Obentoubako
- Sonoba Shinogi no Hanzai (1975–1978)

## Auszeichnungen
- Shōgakukan-Manga-Preis (1972) für Hana Ichimonme
- Japan Cartoonists Association Award (1974) für Manga no Obentoubako